# Metrosideros polymorpha
Metrosideros polymorpha är en myrtenväxtart som beskrevs av Charles Gaudichaud-Beaupré. Metrosideros polymorpha ingår i släktet Metrosideros och familjen myrtenväxter.
Artens utbredningsområde är Hawaii.

## Underarter
Arten delas in i följande underarter:
- M. p. dieteri
- M. p. imbricata
- M. p. lutea
- M. p. macrophylla
- M. p. newellii
- M. p. polymorpha
- M. p. pseudorugosa
- M. p. pumila

## Bildgalleri

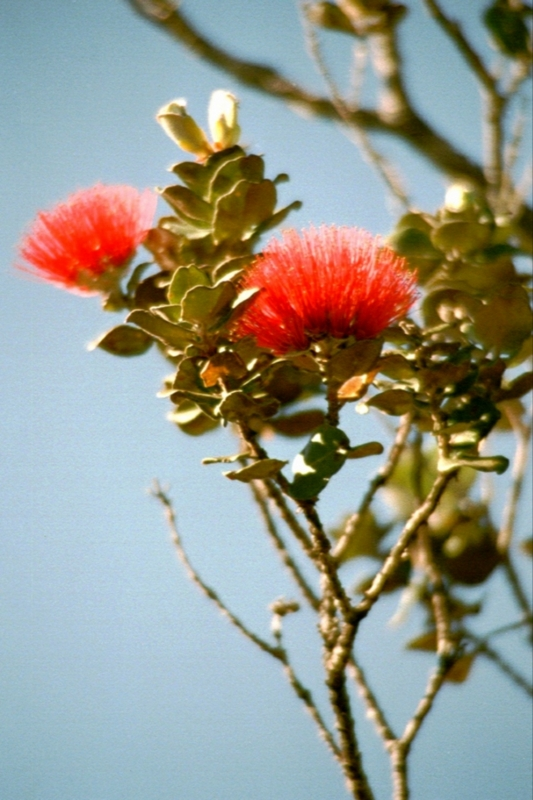
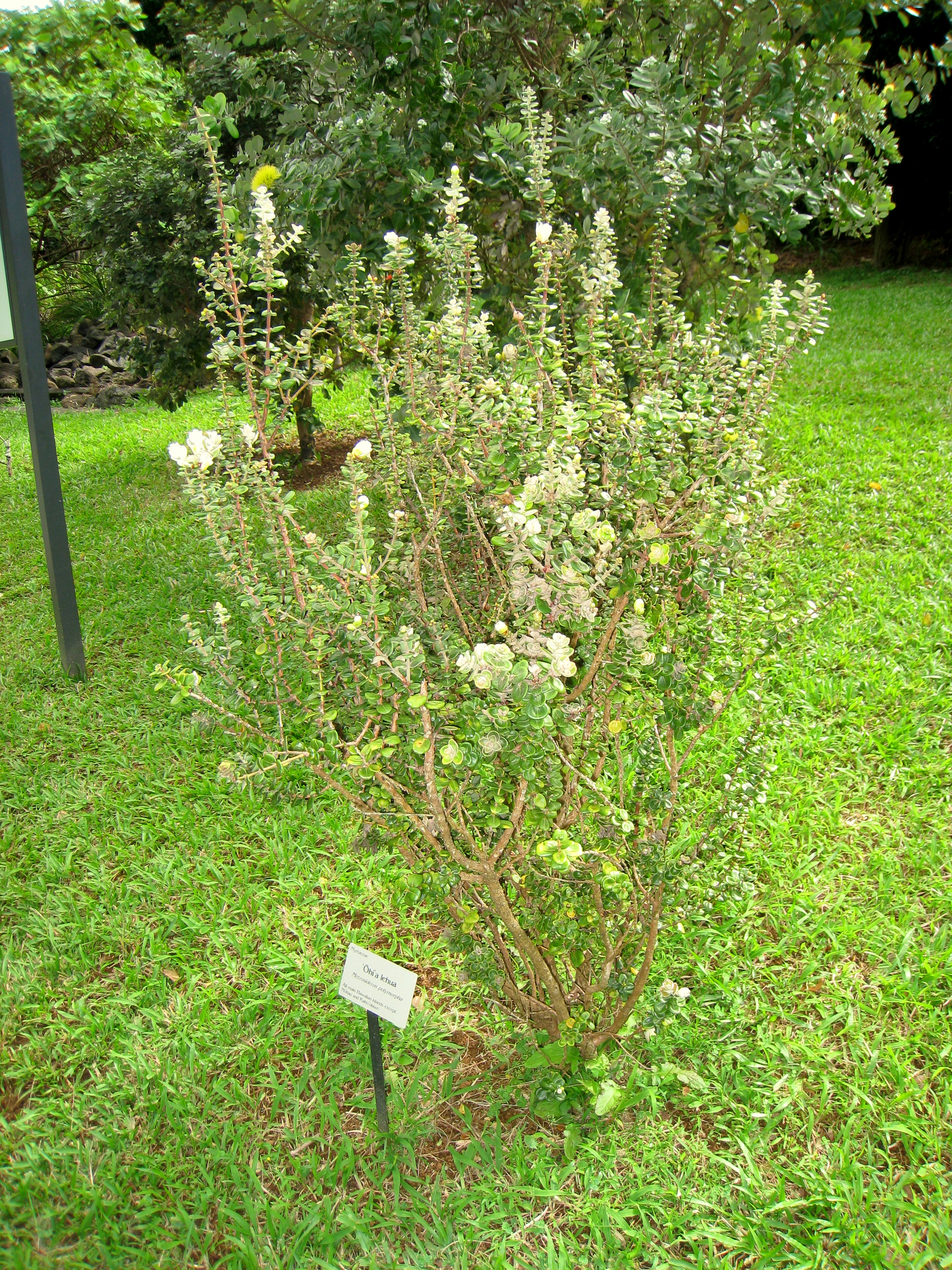
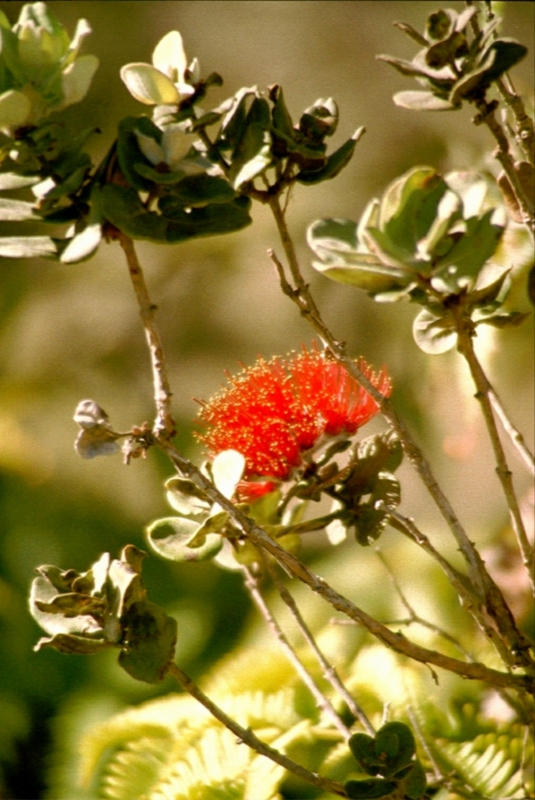
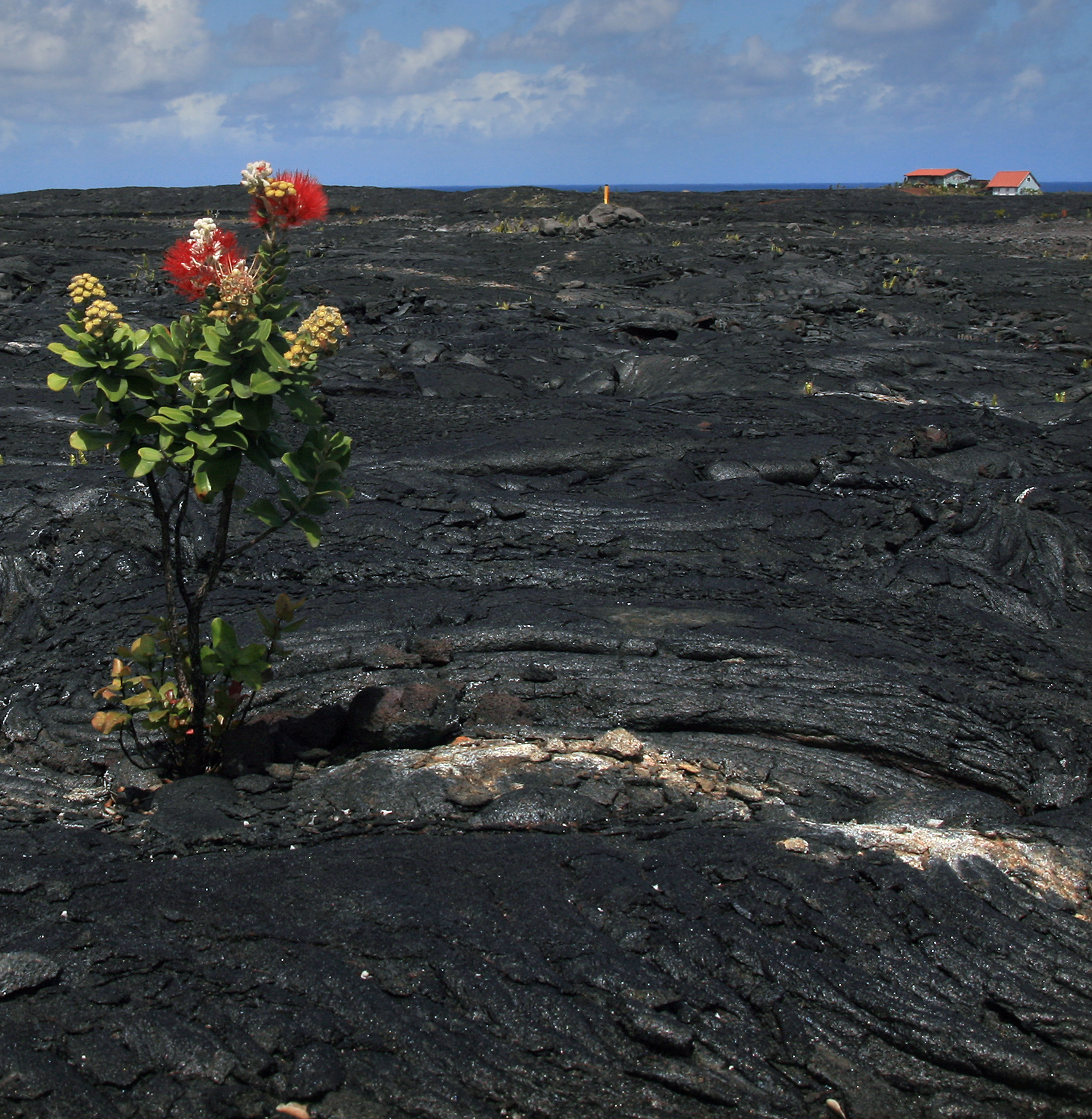
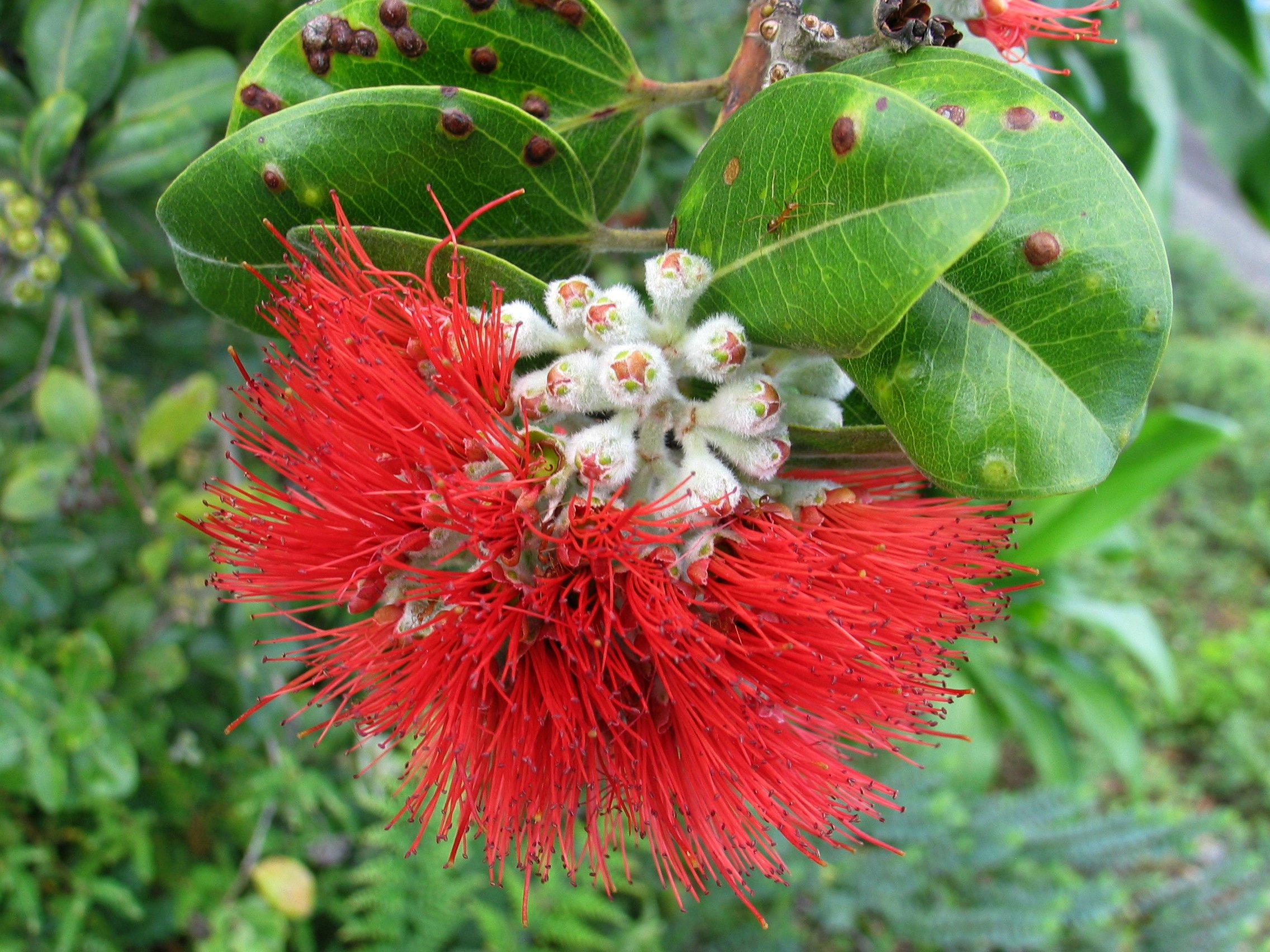
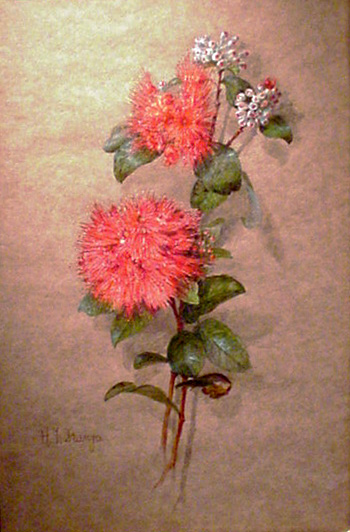